# Go:Audio
Go:Audio, anteriormente The Vacancy, fue una banda británica que abarca géneros como el pop rock, el power pop y el pop punk. El sonido de la banda sigue la fórmula estándar del pop-punk, pero incluye ciertos matices electrónicos incorporados mediante el uso de sintetizadores y herramientas informáticas. Además, no poseen bajista y afirman que no tienen ninguna intención de tener uno en el futuro.
El lanzamiento de su primer EP, Woodchuck en marzo de 2008 y el éxito de sus singles Woodchuck y Made Up Stories anticipan el lanzamiento de su primer álbum completo a principios del 2009, titulado Made Up Stories.

## Miembros

### Actuales
- James Matthews - Voz
- Joshua Wilkinson - Sintetizador, coros
- Zack Wilkinson - Guitarra
- Andy Booth - Batería, Percusión

### Miembros en las giras
- Nick Tsang - Temporal - Guitarra

## Discografía

### Álbumes
Made Up Stories (2009)

### EP
Woodchuck EP (2008)

### Singles
| Año  | Título            | Posición en listas | Posición en listas | Posición en listas | Álbum/EP        |
| Año  | Título            | UK Singles Chart   | UK Rock Chart      | UK Indie Chart     | Álbum/EP        |
| ---- | ----------------- | ------------------ | ------------------ | ------------------ | --------------- |
| 2008 | "Woodchuck"       | -                  | -                  | -                  | Woodchuck EP    |
| 2008 | "Made Up Stories" | 33                 | -                  | -                  | Made Up Stories |
| 2008 | "She Left Me"     | 41                 | -                  | -                  | Made Up Stories |